# Boğazkesen, Özalp
Boğazkesen là một xã thuộc thành phố Özalp, tỉnh Van, Thổ Nhĩ Kỳ. Dân số thời điểm năm 2011 là 1.604 người.